# 米芾

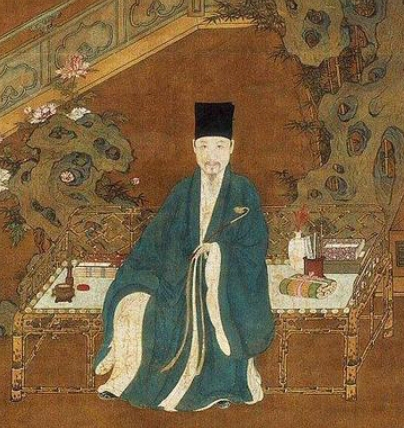
米芾

米芾（1051年—1107年），初名黻，字元章，號襄阳漫士、海岳外史、鹿门居士，太原人，北宋书法家、书画理论家、画家、鉴定家、收藏家。

## 生平

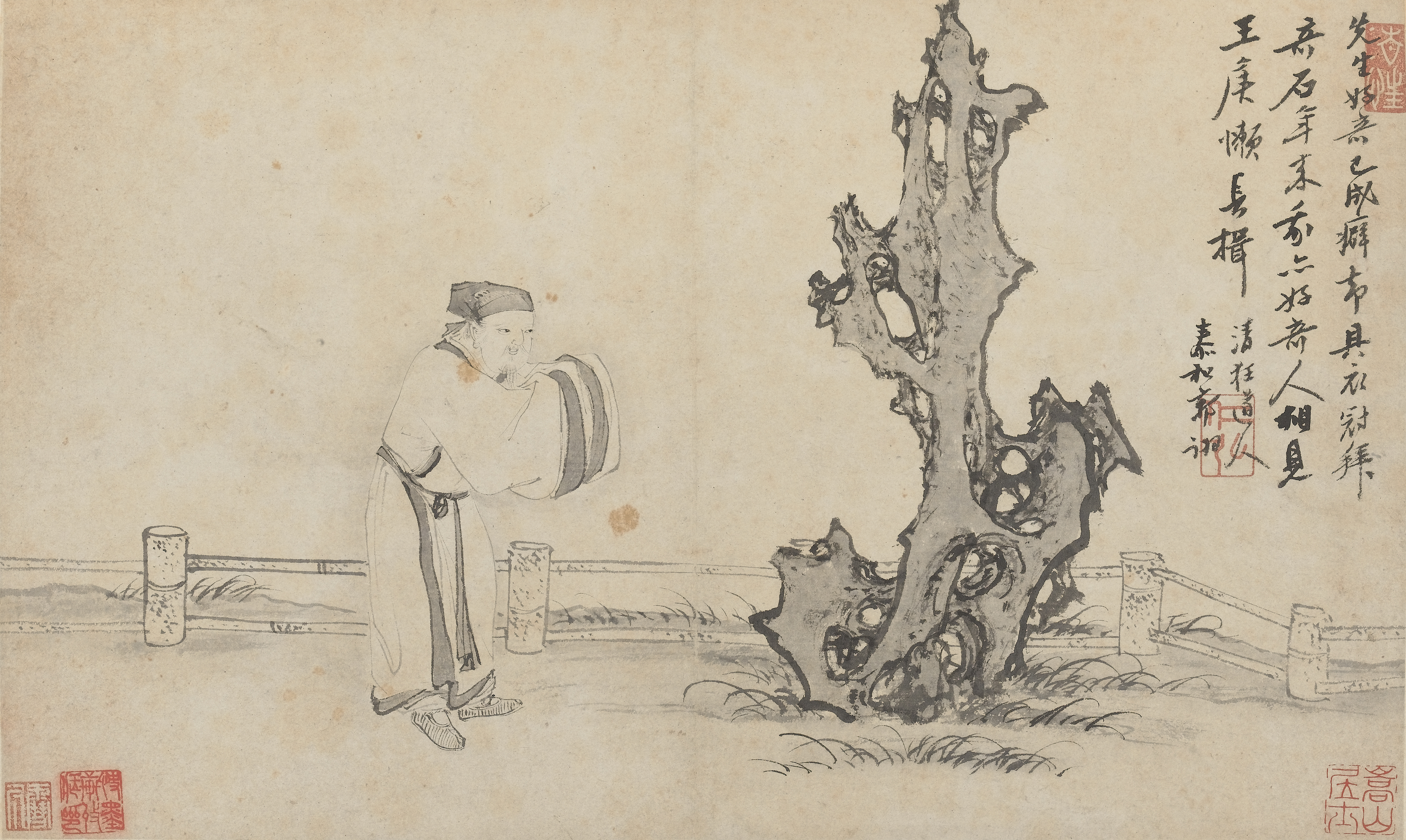
米芾拜石，郭詡繪

米芾祖籍太原（今山西省太原市），迁居襄阳县（今湖北省襄阳市襄州区），號稱「米襄阳」，后定居润州（今江苏省镇江市）。召为书画学博士，擢南宮员外郎，人稱米南宮。
據宋朝記載，米芾為宋代開國功臣米信五世孫。
米芾在官场上并不得意，其“不能与世俯仰，故从仕数困”。因其衣着行為以及迷戀書畫珍石的態度皆被當世視為癲狂，故又有米癲之稱。
2005年有人翻查舊《清遠縣志》和根據村民提供的線索，發現廣東清遠也有米芾墓，真偽尚有待文史學者考证。

## 艺术追求

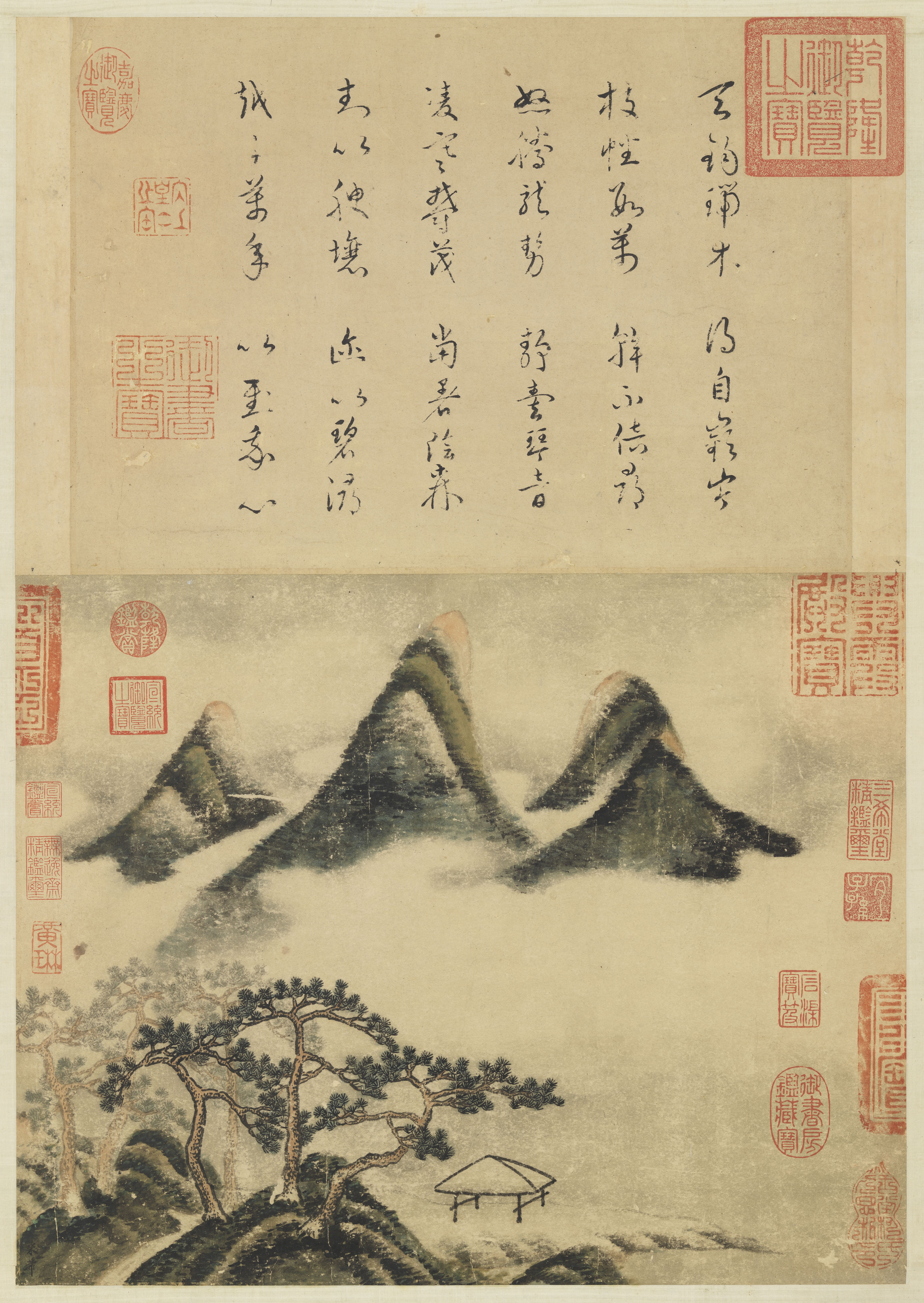
春山瑞松图（國立故宮博物院藏）

米芾工於書法，作書十分認真，要求“稳不俗、险不怪、老不枯、润不肥”，米芾说：“余写《海岱诗》，三四次写，间有一两字好，信书亦一难事”。其子米友仁说他連大年初一也不忘写字。倪瓒有《题米南宫拜石图》诗：“元章爱砚复爱石，探瑰抉奇久为癖。石兄足拜自写图，乃知颠名传不虚。”米芾甚至觉得右军（王羲之）不如其子。
米芾對於唐楷有著極大的批評，米芾所撰寫的《海岳名言》對於前唐各書法家的書體進行評價。其中在書中則認為柳公權書法的柳體是“醜書惡札之祖”。另外曾評價顏真卿的書法字體“真便如俗品”。對於裴休的書法作品則是讚賞有加。
米芾對於砚，素有研究，宋人何蘧《春渚纪闻》记載宋徽宗召米芾寫字，米芾看到皇帝桌上有名硯，米芾一寫完字，就抱上硯台跪請曰：“此硯經臣濡染，不可復以進御，取進止。”請求皇帝把硯台賜給他，皇帝應許，他便急著把硯台抱回，連衣服都染黑了。《志林》记米芾得一砚山而抱眠三日。《宝晋斋法书赞》引《山林集》中一帖：“辱教须宝砚，……砚为吾首，……”米芾還著有《砚史》一书。
米芾亦爱石，見一奇形巨石，“具衣冠下拜”，“呼之为兄”。米芾為著名書畫家和文物鑒賞家，與蘇軾、黃庭堅、蔡襄並稱宋代四大家，他擅長楷、行、草、篆、隸等多種字體，尤以行草最為著名。
苏轼稱他書法“风樯阵马，沉着痛快，当与钟、王并行”；黄庭坚則說“如快剑斫阵，强弩射潜力……书家笔势，亦穷于此”。
米芾晚年居润州丹徒（今属江苏），築有山林堂。著有《山林集》一百卷，多散佚。育有五男八女。其長子米友仁也是一代书法名家。米芾有洁癖，结识段拂字去尘后，说：“既拂矣，义去矣，真吾婿也。”把女儿嫁给了他。

## 生平

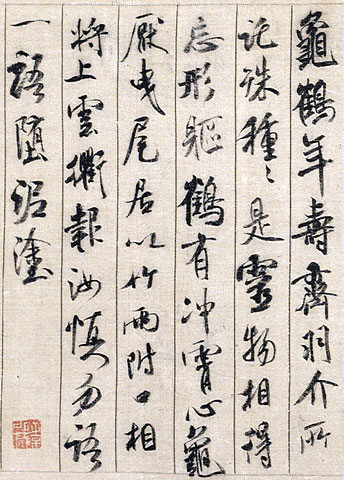
蜀素帖（局部）絹本墨跡
（國立故宮博物院藏）

相傳他小時聰穎，對藝術和文字有濃厚的興趣，有驚人的記憶力。六歲時每天學習一百首詩詞，能過目不忘。
米芾的母親曾經為宋神宗的乳母（亦是接生他的穩婆），宋神宗念在此情，便提拔米芾當廣東浛光縣尉。自後米芾也擔任過秘書省校書郎，內府書畫學博士， 南宮員外郎和淮陽權知軍州事（淮陽知軍）。米芾的每一個官職都做不久，只因他得理不饒人，公然批評官場的一些敗壞作風。據說當官的米芾非常賢能，但因生性放蕩不羈，不跟從官場慣例辦事，所以他的生涯非常不順遂。
米芾行為和衣著奇特，吸引途人圍觀。他有潔癖，工作的地方放置清水以便經常洗臉，從不在別人曾使用的浴盆洗澡或穿上別人穿過的衣服。
米芾熱衷收集古舊的書法作品和畫作，在親戚不斷變賣家產的情況下，他仍願意犧性一切繼續收集。文獻記載，有一次米芾跟隨朋友乘船遊玩，其間被展示王獻之的書法作品，他興奮得威脅物主若不贈送作品便跳海，物主只好答應（此為捏造，實際上米芾是向朋友收購而得）。周輝《清波雜誌·卷五》載，米芾常跟別人借來古畫欣賞並臨摹，他會把臨摹的畫和真跡一起送還給物主，讓其自行辨識，主人往往取回臨摹之畫，因此騙取到許多古書畫真跡。米芾的收藏逐漸成為寶庫，當代著名學者經常探訪他的陋居。他把有些繼承得到的書法作品送贈別人，也不斷交換更好的作品。
米芾對保護、清潔和展示收藏品十分嚴格。他有兩個收藏品系列，一個系列是供普通客人閱覽，另一系列秘密收藏或只供少數朋友欣賞。

## 創作風格

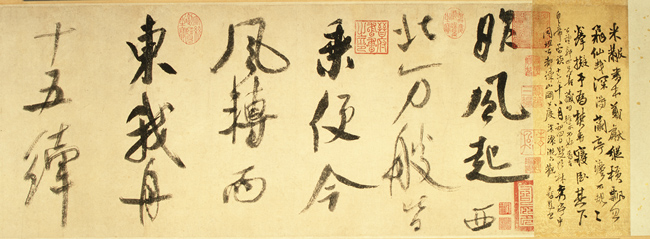
吴江舟中诗卷

繪畫方面，米芾利用水墨畫點染的方法描繪霧景，這被稱為「米派」的風格在畫壇享譽盛名，他的題款筆勢有李白的風格，而字體則以模仿王献之为主。米芾最擅長書法，他在前朝書法家的基礎上加上自己的風格，與蘇軾、黃庭堅和蔡襄合稱「宋朝四大書法家」。米芾把書法和繪書揉合成一門藝術，筆下的文字和水墨畫都是充滿生命的傑作。

## 書畫
- 《蜀素帖》
- 《逃暑帖》
- 《诏使帖》
- 《苕溪诗卷》
- 《张季明帖》
- 《李太师收晋贤十四帖》
- 《吳江舟中詩》
- 《研山铭》
- 《珊瑚帖》
- 《多景樓詩帖》

## 著書
- 《宝晋英光集》
- 《宝章待訪録》(1086年)
- 《書史》
- 《画史》
- 《砚史》

## 現代考證
據明朝記載，米芾為回族，可能信仰回教。中華人民共和國學者馬里千、羅紹文等認為他的信仰應該為祆教。
中華人民共和國學者荣新江等人認為他可能為粟特人後裔。